# Macrojoppa rufobrunnea
Macrojoppa rufobrunnea là một loài tò vò trong họ Ichneumonidae.